# Enhydrosoma woodini
Enhydrosoma woodini is een eenoogkreeftjessoort uit de familie van de Cletodidae. De wetenschappelijke naam van de soort is voor het eerst geldig gepubliceerd in 1980 door Thistle.